# Slaget vid Ligny
Slaget vid Ligny utspelades den 16 juni 1815 under fälttåget vid Waterloo vid slutet av Napoleonkrigen. Slaget var Napoleon I:s sista militära seger. 
I denna strid besegrade franska trupper inom Armée du Nord under befäl av Napoleon en preussisk armé under befäl av fältmarskalk Blücher nära staden Ligny i dagens Belgien. Huvuddelen av den preussiska armén överlevde dock striden och fortsatte med att spela en central roll två dagar senare i slaget vid Waterloo, förstärkt av den fjärde preussiska kåren som var stationerad vid Liège. I motsats till Blüchers styrkor anslöt sig inte vänsterflygeln av Napoleons armé i det avgörande slaget. Slaget vid Ligny är ett utmärkt exempel på en taktisk seger och en strategisk förlust. Men ifall högerflygeln i Napoleons armé hade lyckats förhindra den preussiska armén från att ansluta sig med Wellingtons brittiska armé vid Waterloo, som kejsaren hade planerat, hade Napoleon kanske vunnit fälttåget vid Waterloo.